# Razem, tylko razem
Razem, tylko razem – debiutancki album zespołu Maxel wydany na kasecie magnetofonowej przez firmę Blue Star w 1993 roku.

## Lista utworów
Strona A
1. Moja kapela (muz. Bogdan Kukier, sł. A. Dojlido) (3:15)
2. Jestem sam (muz. Robert Anulewicz, sł. Marek Zientarski) (3:05)
3. Ukochana (muz. Bogdan Kukier, sł. Marek Zientarski) (4:50)
4. Dziewczyna z kamienicy (muz. Bogdan Kukier, sł. zapożyczone) (3:25)
5. Moda (3:55) (muz. Robert Anulewicz, sł. Marek Zientarski)

Strona B
1. Ania (muz. Robert Anulewicz, sł. Marek Zientarski) (3:30)
2. Oj dini, dini (muz. Robert Anulewicz, sł. zapożyczone) (4:15)
3. Małolat (muz. Bogdan Kukier, sł. zapożyczone) (4:00)
4. Razem, tylko razem (muz. Robert Anulewicz, sł. Marek Zientarski) (4:45)
5. Późno już (muz. Robert Anulewicz, sł. Marek Zientarski) (2:30)

## Skład zespołu
- Marek Zientarski – instrumenty klawiszowe, vocal
- Robert Anulewicz – instrumenty klawiszowe, aranżacje
- Bogdan Kukier – instrumenty klawiszowe, vocal
- Tomasz Mużyło – manager

## Dodatkowe informacje
- Nagrań dokonano w studio Wojciecha Żmudy w Reglu k. Ełku
- Projekt i komputerowe opracowanie okładki: Krzysztof Walczak